# Campeonato da Finlândia de Ciclismo em Estrada

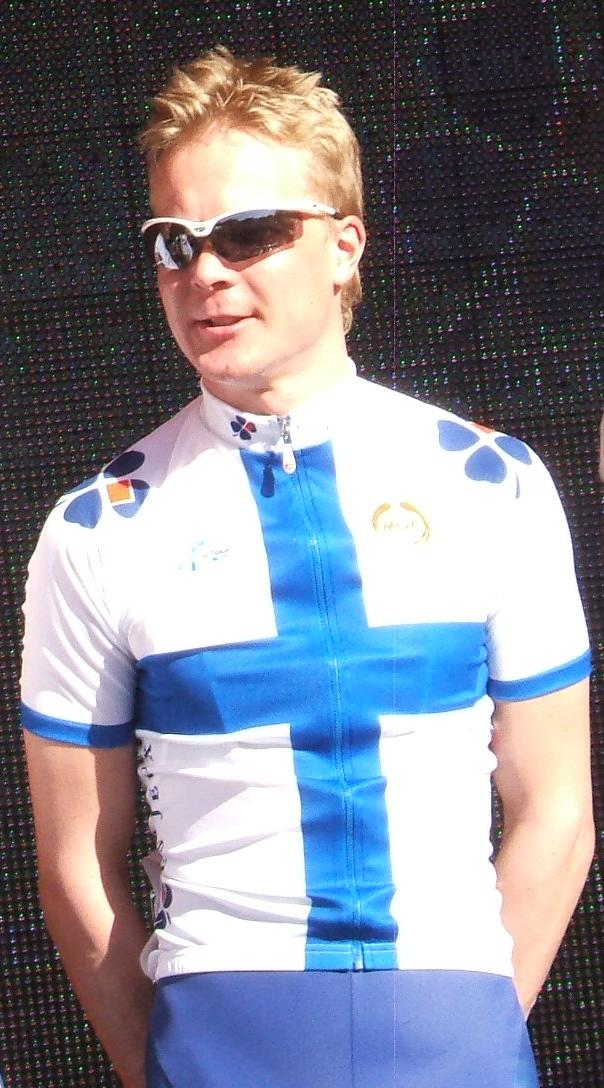
Jussi Veikkanen com o maillot de campeão nacional

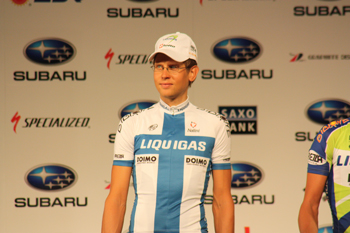
Kjell Carlström quatro vezes campeão nacional

Os Campeonatos da Finlândia de Ciclismo em Estrada são organizados anualmente desde 1983 para determinar o campeão ciclista da Finlândia de cada ano, na modalidade.
O título é outorgado ao vencedor de uma única prova, na modalidade de estrada. O vencedor obtêm o direito de usar a maillot com as cores da bandeira da Finlândia até ao campeonato do ano seguinte, unicamente quando disputa provas em linha.

## Palmarés masculino
| Ano       | Ganhador              | Segundo           | Terceiro            |
| --------- | --------------------- | ----------------- | ------------------- |
| 1911      | Juho Jaakonaho        |                   |                     |
| 1912      | Antti Raita           |                   |                     |
| 1913      | Antti Raita           |                   |                     |
| 1914      | Juho Jaakonaho        |                   |                     |
| 1915      | Juho Jaakonaho        |                   |                     |
| 1916–1920 | Não se organizou      | Não se organizou  | Não se organizou    |
| 1921      | Juho Jaakonaho        |                   |                     |
| 1922      | Não se organizou      | Não se organizou  | Não se organizou    |
| 1923      | Raul Hellberg         |                   |                     |
| 1924      | Raul Hellberg         |                   |                     |
| 1925      | Raul Hellberg         |                   |                     |
| 1926      | Raul Hellberg         |                   |                     |
| 1927      | Raul Hellberg         |                   |                     |
| 1928      | Raul Hellberg         |                   |                     |
| 1929      | Raul Hellberg         |                   |                     |
| 1930      | Thor Porko            |                   |                     |
| 1931      | Raul Hellberg         |                   |                     |
| 1932–1935 | Não se organizou      | Não se organizou  | Não se organizou    |
| 1936      | Thor Porko            |                   |                     |
| 1937–1945 | Não se organizou      | Não se organizou  | Não se organizou    |
| 1946      | Paul Backman          |                   |                     |
| 1947–1950 | Não se organizou      | Não se organizou  | Não se organizou    |
| 1951      | Thorvald Högström     |                   |                     |
| 1952      | Nils Olof Henriksson  |                   |                     |
| 1953      | Anders Ruben Forsblom |                   |                     |
| 1954      | Anders Ruben Forsblom |                   |                     |
| 1955      | Paul Nyman            |                   |                     |
| 1956      | Paul Nyman            |                   |                     |
| 1957      | Ole Wackström         |                   |                     |
| 1958      | Paul Nyman            |                   |                     |
| 1959      | Não se organizou      | Não se organizou  | Não se organizou    |
| 1960      | Unto Hautalahti       |                   |                     |
| 1961      | Unto Hautalahti       |                   |                     |
| 1962      | Antero Lumme          |                   |                     |
| 1963      | Antero Lumme          |                   |                     |
| 1964      | Antero Lumme          |                   |                     |
| 1965      | Antero Lumme          |                   |                     |
| 1966      | Unto Hautalahti       |                   |                     |
| 1967–1968 | Não se organizou      | Não se organizou  | Não se organizou    |
| 1969      | Kalevi Eskelinen      |                   |                     |
| 1970      | Mauno Uusivirta       |                   |                     |
| 1971      | Tapani Vuorenhela     | Harry Hannus      |                     |
| 1972      | Harry Hannus          |                   |                     |
| 1973      | Harry Hannus          |                   |                     |
| 1974      | Harry Hannus          |                   |                     |
| 1975      | Kari Puisto           |                   |                     |
| 1976      | Kari Puisto           |                   |                     |
| 1977      | Não se organizou      | Não se organizou  | Não se organizou    |
| 1978      | Harry Hannus          |                   |                     |
| 1979      | Harry Hannus          |                   |                     |
| 1980      | Patrick Wackström     |                   |                     |
| 1981      | Patrick Wackström     |                   |                     |
| 1982      | Harry Hannus          |                   |                     |
| 1983      | Kari Myyryläinen      |                   |                     |
| 1984      | Harry Hannus          |                   |                     |
| 1985      | Kari Myyryläinen      |                   |                     |
| 1986      | Kari Myyryläinen      |                   |                     |
| 1987      | Não se organizou      | Não se organizou  | Não se organizou    |
| 1988      | Jari Lähde            |                   |                     |
| 1989      | Kimmo Karhu           |                   |                     |
| 1990–1994 | Não se organizou      | Não se organizou  | Não se organizou    |
| 1995      | Esa Skyttä            |                   |                     |
| 1996      | Joona Laukka          | Esa Skyttä        | Kari Myyryläinen    |
| 1997      | Mika Hietanen         | Kjell Carlström   | Marek Salermo       |
| 1998      | Esa Skyttä            | Kjell Carlström   | Mika Hietanen       |
| 1999      | Mika Hietanen         | Jukka Heinikainen | Christian Selin     |
| 2000      | Kjell Carlström       | Esa Skyttä        | Patrick Hänninen    |
| 2001      | Christian Selin       | Jukka Heinikainen | Joona Laukka        |
| 2002      | Jukka Heinikainen     | Jussi Veikkanen   | Kjell Carlström     |
| 2003      | Jussi Veikkanen       | Kjell Carlström   | Oscar Stenström     |
| 2004      | Kjell Carlström       | Oscar Stenström   | Jussi Veikkanen     |
| 2005      | Jussi Veikkanen       | Marek Salermo     | Oscar Stenström     |
| 2006      | Jussi Veikkanen       | Mika Nieminen     | Tommi Martikainen   |
| 2007      | Matti Pajari          | Kjell Carlström   | Tero Hämeenaho      |
| 2008      | Jussi Veikkanen       | Kjell Carlström   | Matti Helminen      |
| 2009      | Kjell Carlström       | Matti Helminen    | Matti Pajari        |
| 2010      | Jussi Veikkanen       | Kjell Carlström   | Kimmo Kananen       |
| 2011      | Kjell Carlström       | Paavo Paajanen    | Tommi Martikainen   |
| 2012      | Jarkko Niemi          | Mikko Kejo        | Mika Simola         |
| 2013      | Jussi Veikkanen       | Paavo Paajanen    | Mika Simola         |
| 2014      | Jussi Veikkanen       | Joonas Henttala   | Samuel Pökälä       |
| 2015      | Samuel Pökälä         | Jussi Veikkanen   | Matti Helminen      |
| 2016      | Jesse Kaislavuo       | Petter Mattsson   | Tommi Martikainen   |
| 2017      | Matti Manninen        | Trond Larsen      | Matti Helminen      |
| 2018      | Anders Bäckman        | Sauli Pietikainen | Lauri Seppä         |
| 2019      | Arto Vainionpää       | Anders Bäckman    | Joni Kanerva        |
| 2020      | Anti-Jussi Juntunen   | Ukko Peltonen     | Joonas Henttala     |
| 2021      | Joonas Henttala       | Ukko Peltonen     | Anti-Jussi Juntunen |

### Masculino Sub-23
| Ano       | Ganhador             | Segundo          | Terceiro           |
| --------- | -------------------- | ---------------- | ------------------ |
| 2007      | Mika Simola          | Risto Aaltio     | Teemu Viholainen   |
| 2008      | ?                    | ?                | ?                  |
| 2009      | Paavo Paajanen       | Sami Tiainen     | Teemu Viholainen   |
| 2010-2011 | ?                    | ?                | ?                  |
| 2012      | Matti Manninen       | Joonas Henttala  | Tapio Arvo         |
| 2013      | Matti Manninen       | Mikko Paajanen   | Henri Salgo        |
| 2015      | Roope Nurmi          | Aleksi Hänninen  | Sasu Halme         |
| 2016      | Joni Kanerva         | Hiski Kanerva    | Aleksi Hänninen    |
| 2017      | Jaakko Hänninen      | Sasu Halme       | Trond Larsen       |
| 2019      | Antti-Jussi Juntunen | Otto Mielikäinen | Jaakko Sillankorva |

### Masculino Juniores
| Ano  | Ganhador           | Segundo          | Terceiro             |
| ---- | ------------------ | ---------------- | -------------------- |
| 2006 | Paavo Paajanen     | Jussi Eskelinen  | Markku Alus          |
| 2007 | Sami Tiainen       | Markku Alus      | Keni Blomqvist       |
| 2008 | ?                  | ?                | ?                    |
| 2009 | Joonas Henttala    | Mikko Paajanen   | Samuel Halme         |
| 2010 | Matti Manninen     | Mikael Myllymäki | Aku Silvenius        |
| 2011 | Ilpo Hiltunen      | Henri Määttä     | Max Puttonen         |
| 2012 | Max Puttonen       | Lauri Koski      | Niklas Henttala      |
| 2013 | Lauri Koski        | Arttu Suvisaari  | Aleksi Hänninen      |
| 2014 | Aleksi Hänninen    | Sasu Halme       | Niklas Henttala      |
| 2015 | Jaakko Hänninen    | Erik Relanto     | Simo Terävä          |
| 2016 | Jonne Itkonen      | Jesse Uusiperhe  | Antti-Jussi Juntunen |
| 2017 | Niko Heikkilä      | Julius Taskinen  | Tomi Santasalo       |
| 2018 | Jaakko Sillankorva | Samuli Öhman     | Sampo Lahti          |
| 2019 | Samuli Öhman       | Jimi Aalto       | Oskari Kolehmainen   |

## Palmarés Feminino
| Ano  | Ganhador           | Segundo            | Terceiro             |
| ---- | ------------------ | ------------------ | -------------------- |
| 1950 | Maj-Lee Åberg      |                    |                      |
| 1951 | Pirkko Linna       |                    |                      |
| 1952 | Anneli Peränne     |                    |                      |
| 1953 | Anneli Peränne     |                    |                      |
| 1954 | Anneli Peränne     |                    |                      |
| 1955 | Pirkko Linna       |                    |                      |
| 1956 | Pirkko Wikström    |                    |                      |
| 1957 | Inkeri Malm        |                    |                      |
| 1958 | Ulla Siven         |                    |                      |
| 1959 | Pirkko Wikström    |                    |                      |
| 1960 | Eva Hög            |                    |                      |
| 1961 | Eva Hög            |                    |                      |
| 1962 | Hannele Hurri      |                    |                      |
| 1963 | Leena Turunen      |                    |                      |
| 1964 | Leena Turunen      |                    |                      |
| 1965 | Irma Jussila       |                    |                      |
| 1966 | Irma Jussila       |                    |                      |
| 1967 | Irma Jussila       |                    |                      |
| 1968 | Leena Turunen      |                    |                      |
| 1969 | Ritva Mykkänen     |                    |                      |
| 1970 | Irma Jussila       |                    |                      |
| 1971 | Ritva Mykkänen     |                    |                      |
| 1972 | Asta Forssell      |                    |                      |
| 1973 | Irma Jussila       |                    |                      |
| 1974 | Asta Forssell      |                    |                      |
| 1975 | Ritva Mykkänen     |                    |                      |
| 1976 | Asta Forssell      |                    |                      |
| 1977 | Asta Forssell      |                    |                      |
| 1978 | Pirjo Pyykkönen    |                    |                      |
| 1979 | Asta Forssell      |                    |                      |
| 1980 | Asta Forssell      |                    |                      |
| 1981 | Pirjo Pyykkönen    |                    |                      |
| 1982 | Orvokki Pajunen    |                    |                      |
| 1983 | Heli Tapanainen    |                    |                      |
| 1984 | Pirjo Pyykkönen    |                    |                      |
| 1985 | Iiris Karhu        |                    |                      |
| 1986 | Tea Vikstedt-Nyman |                    |                      |
| 1987 | Sonja Storsved     |                    |                      |
| 1988 | Rauni Suomela      |                    |                      |
| 1989 | Saila Miettinen    |                    |                      |
| 1990 | Tea Vikstedt-Nyman |                    |                      |
| 1991 | Marina Rantanen    |                    |                      |
| 1992 | Aino Laurio        |                    |                      |
| 1993 | Aino Laurio        |                    |                      |
| 1994 | Marina Rantanen    |                    |                      |
| 1995 | Tea Vikstedt-Nyman |                    |                      |
| 1996 | Pia Sundstedt      |                    |                      |
| 1997 | Pia Sundstedt      |                    |                      |
| 1998 | Sanna Lehtimäki    |                    |                      |
| 1999 | Sanna Lehtimäki    |                    |                      |
| 2000 | Sirpa Kouko        |                    |                      |
| 2001 | Pia Sundstedt      |                    |                      |
| 2002 | Pia Sundstedt      |                    |                      |
| 2003 | Maaria Siren       |                    |                      |
| 2004 | Tiina Nieminen     |                    |                      |
| 2005 | Pia Sundstedt      | Tiina Nieminen     | Liris Karhu          |
| 2006 | Maija Rossi        | Carina Ketonen     | Ann-Mary Ahtava      |
| 2007 | Tiina Nieminen     | Paula Suominen     | Elisa Arvo           |
| 2008 | Mirella Harju      | Lotta Lepistö      | Paula Suominen       |
| 2009 | Carina Ketonen     | Merja Kiviranta    | Ann-Mary Ahtava      |
| 2010 | Carina Ketonen     | Sari Saarelainen   | Anna Lindström       |
| 2011 | Pia Sundstedt      | Riikka Pynnönen    | Mirella Harju        |
| 2012 | Lotta Lepistö      | Rosa Törmänen      | Maija Rossi          |
| 2013 | Lotta Lepistö      | Riikka Pynnönen    | Anna Lindström       |
| 2014 | Lotta Lepistö      | Sari Saarelainen   | Laura Vainionpää     |
| 2015 | Lotta Lepistö      | Laura Vainionpää   | Pia Pensaari         |
| 2016 | Lotta Lepistö      | Laura Vainionpää   | Sari Saarelainen     |
| 2017 | Lotta Lepistö      | Minna-Maria Kangas | Sari Saarelainen \|- |
| 2018 | Lotta Lepistö      | Eeva Sarlin        | Pia Pensaari         |
| 2019 | Pia Pensaari       | Minna-Maria Kangas | Eva Lehtinen         |
| 2020 | Minna-Maria Kangas | Hanna Joronen      | Ida Sten             |
| 2021 | Antonia Gröndahl   | Minna-Maria Kangas |                      |
| 2022 | Anniina Ahtosalo   | Laura Vainionpää   | Antonia Gröndahl     |
| 2023 | Anniina Ahtosalo   | Lotta Henttala     | Antonia Gröndahl     |
| 2024 | Anniina Ahtosalo   | Wilma Aintila      | Ursula Lindén        |